# Китовые вши
Кито́вые вши (лат. Cyamidae) — семейство ракообразных из отряда бокоплавов (Amphipoda), из подотряда Corophiidea, инфраотряда Caprellida, надсемейства Caprelloidea.

## Строение тела
Китовые вши имеют широкое и плоское тело. Ноги сильные, есть на всех сегментах тела, исключая третий и четвёртый. На третьем и четвёртом сегментах расположены длинные мешковидные жабры.

## Образ жизни
В отличие от большинства представителей отряда, китовые вши — паразиты. Как подчёркивает их название, они обитают на коже китообразных (особенно в районе анального и полового отверстий) и питаются их тканями — это приводит к образованию язв, доходящих до слоя подкожного жира.

## Представители
Семейство составляет несколько родов:
- Cyamus Latreille, 1796
- Isocyamus Gervais & van Beneden, 1859
- Neocyamus Margolis, 1955
- Platycyamus Lütken, 1870
- Scutocyamus Lincoln & Hurley, 1974
- Syncyamus Bowman, 1955

Один из видов, обыкновенная китовая вошь (Cyamus ceti (Linnaeus, 1758)), с длиной тела около 10—12 мм, живёт на коже китов, обитающих в морях Северной Европы.
Считалось, что на ныне вымершей морской корове обитал особый вид китовых вшей Cyamus (Sirenocyamus) rhytinae J. F. Brandt, 1846. Это единственный известный случай паразитизма китовых вшей не на китообразных, но не все авторы считают этот вид самостоятельным, относя его к виду Cyamus ovalis, не специализированному к определённому виду хозяев. Вид считался паразитом морской коровы из-за того, что образец кожи из Зоологического музея в Санкт-Петербурге приписывался данному млекопитающему. На морских коровах китовые вши сильно повреждали эпидермис, особенно в местах поселения на коже усоногих ракообразных.